# Lygdamis von Halikarnassos
Lygdamis (altgriechisch Λύγδαμις Lýgdamis; † um 453/450 v. Chr.) war zur Zeit von Herodot Dynast über die Polis Halikarnassos.
Lygdamis war Sohn des Pisindelis und Enkel der Artemisia I. Während seiner Regierung gab es zwei Umsturzversuche. An beiden war der Historiker Herodot beteiligt. Während der erste Versuch fehlschlug, gelang der zweite Versuch einige Jahre später.